# Kandali, Hassan
Kandali là một làng thuộc tehsil Hassan, huyện Hassan, bang Karnataka, Ấn Độ.